# Yan Sanchez
Yan Sanchez est un ancien joueur français de volley-ball né le 4 août 1967 Belleville (Rhône). Il mesure 1,93 m et jouait Central. Il totalise 115 sélections en équipe de France dont il a assuré 15 fois le capitanat. Il a été aussi international A', universitaire et militaire.
Il a également été l'entraineur de l'équipe de France féminine de 2004 à décembre 2006.

## Clubs
| Club      | Pays   | De        | À         |
| --------- | ------ | --------- | --------- |
| ASUL Lyon | France | 1986-1987 | 1991-1992 |
| AS Cannes | France | 1992-1993 | 2001-2001 |

## Palmarès
- Coupe des Coupes (1)
  - Vainqueur : 1999
  - Finaliste : 1993
- Championnat de France (2)
  - Vainqueur : 1994, 1995
  - Finaliste : 1993, 1996, 1997, 1998
- Coupe de France (3)
  - Vainqueur : 1993, 1995, 1998
  - Finaliste : 1989, 1996
- Jeux méditerranéens (1)
  - Vainqueur : 1997